# Преформа
Преформа — заготовка из сухого армирующего материала (угле-, стекло-, органоволокна или ткани). В дальнейшем помещается в формообразующую оснастку и пропитывается связующим по одной из трансферных технологий: RTM (Resin transfer Molding), VaRTM (Vacuum assisted resin transfer molding) или вакуумной инфузией. Результатом является изделие из композиционного материала.
Применение преформ дает преимущество по сравнению с традиционной технологией ручной укладки армирующего материала, используемой при контактном формовании, так как упрощается изготовление конструкций сложного профиля с криволинейной поверхностью сложной формы и процесс изготовления поддается автоматизации.
Методы изготовления преформы:
- Плетение
- Ткачество
- Намотка
- Направленная укладка волокна TFP (Tailored fiber placement)
- Послойная укладка слоев армирующего материала с последующей сшивкой

## Плетение
Плетеные преформы представляют собой полуфабрикат в виде «мягкого рукава», ткани или многослойной оплетки оправки, при необходимости — переменного диаметра. Могут быть как замкнутыми — в виде рукава, так и разомкнутыми — виде ленты.
Существуют две основные схемы армирования, применяемые при изготовлении плетеных преформ — биаксиальная и триаксиальная. Угол армирования плетеной преформы напрямую влияет на будущие свойства изделия, изготовленного на основе этого материала. Варьируя угол, можно получать те или иные свойства, которые необходимы в конкретной конструкции, в зависимости от вида нагрузки — кручение, сдвиг, сжатие или сложные комбинации этих нагрузок. С увеличением угла плетения уменьшаются прочность и модули при растяжении и сжатии приприложении нагрузки в нулевом направлении. При приложении нагрузки в направлении 90 град наблюдается увеличение прочности и модулей упругости при растяжении и сжатии. Это позволяет изготавливать преформу, схема армирования которой оптимально адаптирована к виду нагрузки будущей конструкции.

## Ткачество
В отличие от плетеных объемных преформ, которые представляют собой многослойную структуру, изготовление преформ методом ткачества позволяет создавать реальную трехмерную структуру — два или более набора нитей (основа и уток) переплетаются между собой, образуя ткань. Образование третьей оси осуществляется подачей дополнительных нитей основы и утка в направлении приращения толщины.
В настоящее время существуют два основных подхода к объемному ткачеству, определяющихся выбором станка для производства преформы — это широкие ткацкие станки («широкое» ткачество) или лентоткацкие («узкое» ткачество). Эти ткацкие станки, в свою очередь, подразделяются на челночные и бесчелночные.
В «широком» ткачестве станки прокладывают уточную нить отрезками, равными ширине ткани, то есть каждый раз уточная нить, прокладываемая через ткацкий зев, обрезается. Поэтому по краям ткани сложное трехмерное переплетение будет рассыпаться и необходимо края (кромки) ткани делать нетрехмерными переплетениями, чтобы закрепить концы уточных (поперечных) нитей и предотвратить рассыпание краев ткани. Получить цельнотканую объемную преформу практически невозможно, так как её придется вырезать из центральной части объемного тканого полотна, полученного на ткацком станке, а значит — структура 3D-армирования не будет полноценной.
На широких челночных ткацких станках можно получать объемные преформы в виде цельнотканых панелей с четко сформированными краями и шириной, соответствующей ширине станка. Однако это очень сложная технологическая задача, особенно для углеродных, стеклянных, кварцевых нитей, которые будут повреждаться свободно летающим челноком.
Бесчелночные узкие (лентоткацкие) станки мало пригодны для трехмерных тканых изделий, так как рапира вводит уточную нить в виде петли и с одной стороны имеет трикотажное закрепление на одном уровне, то есть механизм станка без его изменения не позволяет изготавливать объемные преформы.
Наиболее оптимальными для получения цельнотканых объемно-армирующих преформ являются челночные лентоткацкие станки. При челночном ткачестве уточная нить является непрерывной. Она разворачивается на краю изделия и идет в следующий зев, поэтому тканое изделие получается полностью сформированным и стянутым единой бесконечной уточной нитью. Челночное ткачество — благодаря развороту непрерывной уточной нити — позволяет формировать сложные цельнотканые трехмерные изделия с вертикальными или наклонными краями (стенками). Другое достоинство челночных лентоткацких станков в том, что челнок перемещается механически, по четкой всегда одинаковой траектории и не имеет стадии полета. Это позволяет настроить технологический процесс так, что челнок не будет прикасаться к нитям основы и деформировать их. Для работы с углеродными, стеклянными и кварцевыми нитями это особенно важно, так как позволяет максимально сохранить физико-механические свойства этих нитей в готовом изделии (цельнотканой преформе).

## Намотка
Технология основана на намотке волокна на оправку.

## Направленная укладка волокна

Изготовление преформы методом направленной укладки углеволокна (Tailored fiber placement)

Технология основана на укладке армирующего волокна на подложку по заданной траектории. Армирующее волокно фиксируется (пришивается)к подложке дополнительной нитью. После окончания укладки подложка может быть удалена или может быть оставлена в составе преформы. Удаление подложки может быть выполнено разными способами, например растворением подложке в воде или другом растворителе.
После набора необходимого количества преформ производится их укладка в формообразующую оснастку и выполняется пропитка связующим по RTM технологии.
Укладка волокна на подложку может быть как однослойным, так и многослойным.
Преимущества:
1. Укладка волокна согласно векторам распределения нагрузки.
2. Возможность создания зон локального армирования.
3. Изготовление преформ с геометрией конечного изделия.
4. Высокая точность и воспроизводимость процесса.
5. Автоматизация процесса.
6. Снижение веса изделия за счет оптимального распределения армирующего волокна.

## Послойная укладка армирующего материала

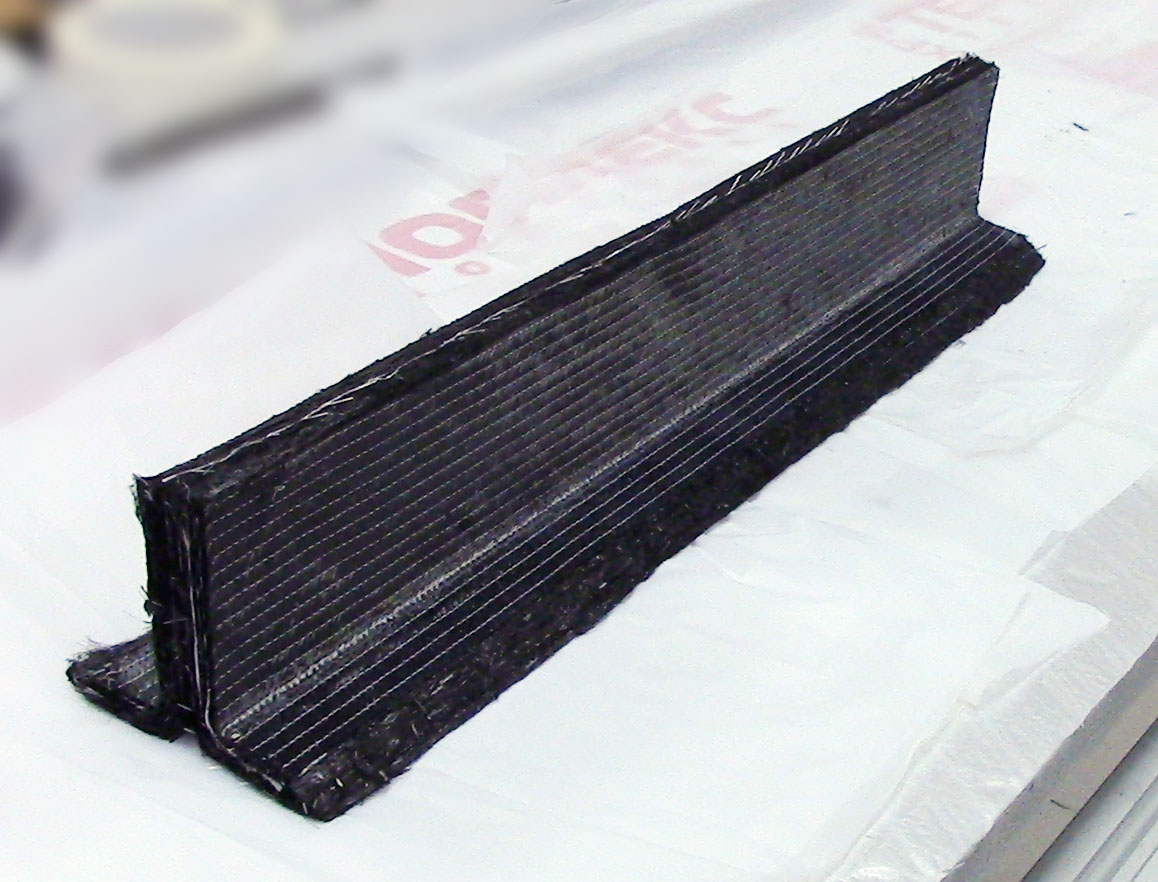
Преформа стрингера полученная методом послойной укладки углеткани

Выполняется из предварительно нарезанных заготовок армирующего материала. Укладка может производится как непосредственно в формообразующую оснастку, так и в дополнительную оснастку с последующим переносом в формообразующую. При послойной укладки слои армирующего материала могут прошиваться. Прошивка может быть выполнена как поперечной нитью (Tufting), для усиления межслоевых характеристик композитной детали, так и потайным стежком (Blind stitch), для исключения сдвига слоев. Дополнительная фиксация слоев при укладке может быть выполнена с помощью клеящего состава (клей-спрей), который наноситься на армирующий материал в виде аэрозоля или с помощью биндера. Биндер может быть в виде порошка, который наноситься на армирующий материал, или в виде нити уже входящей в состав ткани. Биндер имеет те же свойства, что и связующее, поэтому его наличие не сказывается на прочностных характеристиках готовой детали. Для активации свойств биндера необходимо выполнить дополнительных нагрев армирующего материала, так как в холодном состоянии биндер не обладает адгезивными свойствами.